# Pływanie na Letnich Igrzyskach Olimpijskich 1920 – 1500 m stylem dowolnym mężczyzn
Pływanie na dystansie 1500 metrów stylem dowolnym mężczyzn było jedną z konkurencji pływackich rozgrywanych podczas VII Igrzysk Olimpijskich w Antwerpii. Był to trzeci raz, gdy ta konkurencja była przeprowadzona podczas igrzysk olimpijskich.
W konkurencji wzięło dwudziestu trzech zawodników reprezentujących dwanaście ekip narodowych. Wyścigi eliminacyjne zostały przeprowadzone 22 i 23 sierpnia, wyścigi półfinałowe 24 sierpnia, zaś finał 25 sierpnia.
Rekord świata i rekord olimpijski ustanowiony został czasem 22:00,0 na poprzednich igrzyskach przez Kanadyjczyka Georga Hodgsona. Brał on udział także na igrzyskach w Antwerpii, lecz odpadł z rywalizacji, gdy w pierwszym wyścigu półfinałowym zajął ostatnie miejsce. W finale pojawił się jego rodak George Vernot, którego głównym rywalem był Amerykanin Norman Ross. Kanadyjczyk prowadził przez pierwszą część dystansu, lecz po 900 metrach Amerykanin wyprzedził go i zdobył złoty medal. Dodatkowo Ross został wyróżniony specjalną nagrodą ufundowaną przez włoskiego członka MKOl, hrabiego Brunetta d’Usseaux.

## Rekordy
Tak przedstawiały się rekordy na tym dystansie przed igrzyskami w Antwerpii:
| Rekord świata     | 22:00,0 | George Hodgson | Sztokholm (SWE) | 10 lipca 1912 |
| Rekord olimpijski | 22:00,0 | George Hodgson | Sztokholm (SWE) | 10 lipca 1912 |

## Wyniki

### Eliminacje
Do półfinałów awansowali dwaj najlepsi zawodnicy z każdego wyścigu eliminacyjnego oraz najszybszy zawodnik z trzeciego miejsca.
Wyścig 1
| Miejsce | Zawodnik           | Czas         | Uwagi |
| ------- | ------------------ | ------------ | ----- |
| 1       | George Vernot      | 23:40,0      | Q     |
| 2       | Eugene Bolden      | 23:41,2      | Q     |
| 3       | Arne Borg          | 23:54,4      | q     |
| —       | René Ricolfi-Doria | Nie ukończył |       |
| —       | Henry Taylor       | Nie ukończył |       |

Wyścig 2
| Miejsce | Zawodnik            | Czas    | Uwagi |
| ------- | ------------------- | ------- | ----- |
| 1       | Ludwig Langer       | 24:28,8 | Q     |
| 2       | Edward Peter        | 24:39,4 | Q     |
| 3       | Cor Zegger          | 24:58,0 |       |
| 4       | Antonio Quarantotto |         |       |
| 5       | Alois Hrášek        |         |       |

Wyścig 3
| Miejsce | Zawodnik         | Czas         | Uwagi |
| ------- | ---------------- | ------------ | ----- |
| 1       | Harold Annison   | 24:28,2      | Q     |
| 2       | George Hodgson   | 24:36,6      | Q     |
| 3       | Gilio Bisagno    | 25:18,0      |       |
| 4       | Hans Drexler     |              |       |
| 5       | Emanuel Prüll    |              |       |
| —       | Masayoshi Uchida | Nie ukończył |       |

Wyścig 4
| Miejsce | Zawodnik         | Czas    | Uwagi |
| ------- | ---------------- | ------- | ----- |
| 1       | Norman Ross      | 24:08,2 | Q     |
| 2       | Paul De Backer   | 26:46,4 | Q     |
| 3       | Frans Möller     | 27:42,0 |       |
| 4       | Joaquín Cuadrada |         |       |

Wyścig 5
| Miejsce | Zawodnik          | Czas         | Uwagi |
| ------- | ----------------- | ------------ | ----- |
| 1       | Frank Beaurepaire | 22:55,0      | Q     |
| 2       | Fred Kahele       | 23:41,6      | Q     |
| 3       | John Hatfield     | 23:56,6      |       |
| —       | Pierre Lavraie    | Nie ukończył |       |

### Półfinały
Do finału awansowało dwóch najlepszych zawodników z każdego półfinału oraz najszybszy zawodnik z trzecich miejsc.
Półfinał 1
| Miejsce | Zawodnik       | Czas    | Uwagi |
| ------- | -------------- | ------- | ----- |
| 1       | Norman Ross    | 23:12,0 | Q     |
| 2       | Fred Kahele    | 23:23,0 | Q     |
| 3       | Eugene Bolden  | 23:26,4 | q     |
| 4       | Arne Borg      |         |       |
| 5       | George Hodgson |         |       |

Półfinał 2
| Miejsce | Zawodnik          | Czas    | Uwagi |
| ------- | ----------------- | ------- | ----- |
| 1       | George Vernot     | 22:59,4 | Q     |
| 2       | Frank Beaurepaire | 23:02,2 | Q     |
| 3       | Harold Annison    | 23:51,4 |       |
| 4       | Ludwig Langer     |         |       |
| 5       | Edward Peter      |         |       |
| 6       | Paul De Backer    |         |       |

### Finał
| Miejsce | Zawodnik          | Czas    |
| ------- | ----------------- | ------- |
| 1       | Norman Ross       | 22:23,2 |
| 2       | George Vernot     | 22:36,4 |
| 3       | Frank Beaurepaire | 23:04,0 |
| 4       | Fred Kahele       | 23:59,1 |
| 5       | Eugene Bolden     | 24:04,3 |